# Thierry Leyne
Thierry Leyne est un entrepreneur financier franco-israélien, né le 8 septembre 1965 à Boulogne-Billancourt et mort le 23 octobre 2014 à Tel-Aviv-Jaffa.

## Biographie

### Origines et formation
Thierry Leyne nait le 8 septembre 1965 à Boulogne-Billancourt au sein d'une famille juive orthodoxe. Son père est assureur. 
Il fait un passage par l’Université du Technion à Haïfa en 1985 et est diplômé de l’Ecole Polytechnique de Bruxelles en 1987.

### Un succès rapide
Il crée la société Assya Capital en 1994, société financière qui sera établie à Tel Aviv, Monaco, au Luxembourg, à Genève, Bruxelles et Bucarest,.
En 1996, il crée avec trois associés une société de bourse en ligne, Axfin, qu’il revend à Cortal Consors en 1999. La vente lui rapporte selon les sources près de 100 millions d’euros ou plus de 20 millions d'euros. Il devient la 415ème fortune française à l'âge de 34 ans et se crée une réputation d'entrepreneur à succès dans le milieu des affaires.

### Les investissements des années 2000
Il investit alors dans l'immobilier et devient propriétaire du siège du Nouvel Observateur à Paris ainsi que de villas et d'un hôtel à Deauville, le Gardenia. Il rachète également des entreprises ou y prend des parts, en prenant beaucoup de risques, parfois à perte (société de services en informatique Ares alors dirigée par Michel Berjamin, un ancien de Transiciel, dans laquelle il perd près de 5 millions d'euros), parfois avec succès (Acadomia). 
Il s’associe dans certains affaires avec des personnalités, comme Patrick Bruel pour la société de moto-taxis Motocab, ou Claude Berda pour des affaires immobilères. Il est également en affaires avec Patrick Drahi.

### 2010-2012: association avec Gilles Boyer
En 2010, il s’associe avec Gilles Boyer, dirigeant de la société Global Equities Capital Market, dans le but développer l'entreprise à l’international. Pour cela, il fusionne Assya Capital avec Global Equities Capital Markets. La société nouvellement créée offre à ses clients, issus notamment de l’Europe de l’Est, des services financiers allant de la banque privée au conseil en investissement.
La société s’endette rapidement, alors que la plupart des filiales sont en attente d’agrément et n’ont pas encore de revenus. Il fréquente Marco Mouly, un hommes d'affaires à la réputation sulfureuse, qui sera ultérieurement condamné pour escroquerie à la taxe carbone, et qui lui prête 6 millions d'euros au taux de 35%. Des tensions naissent entre Gilles Boyer et Thierry Leyne, le premier ayant découvert que le second avait détourné près de 1,5 million d’euros via un compte en Israël , et lui reprochant également son train de vie dispendieux.
A l'automne 2012, les deux associés se séparent à l'amiable, Gilles Boyer conservant les activités immobilières du groupe, et Thierry Leyne reprenant les filiales et une dette de 25 millions d’euros.

### 2013-2014: association avec Dominique Strauss-Kahn

#### Rencontre avec DSK et lancement de LSK
Thierry Leyne fait la connaissance de Dominique Strauss-Kahn par l’intermédiaire de sa compagne, Nathalie Biderman. 
Il crée et inaugure en mai 2013 une banque au Soudan du Sud, la National Credit Bank, en compagnie de Dominique Strauss-Kahn. L’operation semble risquée dans une région instable. La semaine suivante, les combats reprennent dans la capitale Djouba et quelques mois plus tard, la banque est exsangue et son directeur général a pris la fuite.
En octobre 2013, Thierry Leyne et Dominique Strauss-Kahn, s’associent. Dominique Strauss-Kahn investit dans Anatevka, la holding de Thierry Leyne, qui chapeaute une quinzaine de sociétés. 
La société est rebaptisée LSK pour Leyne, Strauss-Kahn & Partners et compte une centaine de salariés. Le capital est détenu par Thierry Leyne à hauteur de 30,23%, Dominique Strauss-Kahn 20,23%, divers investisseurs 26,29% (parmi eux, Crédit Suisse, UBS, Pictet, la Banque du Luxembourg, une filiale du Crédit Mutuel, Euroclear, Safra Sarasin), des administrateurs et managers 5,23%, le reste étant flottant.
Thierry Leyne en est le directeur général et Dominique Strauss-Kahn le président, dans un rôle qu'il décrit comme non-exécutif,. L’arrivée de Dominique Strauss-Kahn doit permettre d’ajouter une activité de banque d’affaires aux services déjà existants dans le groupe de Thierry Leyne : gestion d’actifs (Assya), assurance (Firstauction) et capital-investissement, DSK ayant pour principales missions de chercher des investisseurs et de livrer des analyses macro-économiques qui seront utilisées par les gestionnaires d'actifs,. Début 2014, LSK annonce le lancement d’un fonds alternatif, "global macro", basé sur les prévisions de Dominique Strauss-Kahn, dont la fille Vanessa est chargée de superviser la recherche.
Thierry Leyne annonce que LSK cherche à développer un portefeuille de 2 milliards de dollars d'actifs,, un chiffre jugé fantaisiste par plusieurs observateurs.

#### Difficultés financières et engrenage
En parallèle, la société, déjà en grande difficulté financière lorsqu'elle est devenue LSK,,, voit Ernst & Young, son commissaire aux comptes au Luxembourg, émettre une opinion avec réserve en octobre 2013, puis démissionner de sa mission de réviseur en juillet 2014,,.
Au printemps 2014, Assya, filiale de LSK, fait l'objet d'un signalement aux autorités financières luxembourgeoise et suisse, ainsi qu'à Euronext, de la part d'un fonds alternatif suisse, Insch Capital Management, en raison de pratiques qui auraient soutenu artificiellement les cours.
LSK tarde à obtenir le statut de Banque d'Affaires de la part de la Commission de Surveillance du Secteur Financier au Luxembourg, ce qui retarde le lancement du fonds. La situation des affaires est aggravée par la chute de la bourse et les sanctions européennes contre la Russie, dont sont issus beaucoup de clients de la société,. LSK fait l'objet nombreuses pressions de la part de ses créanciers,,. Le 25 juillet 2014, un des principaux actifs de LSK, la société GIS (maison-mère de Global Equities) dont elle détenait encore 25% pour une valorisation de 13 millions d'euros, dépose le bilan,. LSK est condamnée le 3 octobre 2014 à verser 2 millions d'euros à un de ses créanciers, l'assureur  La Bâloise. 
Le 20 octobre 2014, Dominique Strauss-Kahn fait part de sa démission de la Présidence de LSK.

### Mort
Le 23 octobre 2014, Thierry Leyne se suicide en se défenestrant de son appartement situé au vingt-troisième étage d'une des deux tours Yoo à Tel-Aviv,,.
Il laisse trois lettres dans lesquelles il évoque un état dépressif et une maladie, un cancer du foie, dont il n'est en réalité pas porteur : une à l'attention de sa compagne, Nathalie Biderman, expliquant comment obtenir l'assurance décès de dix millions d'euros valable même en cas de suicide, une à l'attention de ses quatre enfants, et une à l'attention de son bras droit Philippe Hervé.
Le 7 novembre, LSK est déclaré en faillite. La société laisse un passif de 100 millions d’euros . 
Sa mort fait l'objet de rumeurs de la part de certains acteurs. N'ayant pas fait l'objet d'une enquête de la part de la police israélienne, et le corps n'ayant été reconnu que par son chauffeur et le grand rabbin de Marseille (présent à Tel Aviv le lendemain de sa mort et à son inhumation), des spéculations sur l'organisation d'une possible disparition pour fuir ses dettes ont eu lieu,, ce dont sa famille s'est indignée.

## Vie privée
Thierry Leyne se marie avec Karen Besserat (1967-2011). De leur union naissent trois garçons et une fille. Karen Leyne se suicide le 1er décembre 2011 en se jetant d'un étage élevé d'un parking aérien de Genève et accuse Thierry Leyne de l'avoir poussée au suicide en postant avant sa mort des courriers adressés à sa société avec dans chaque enveloppe une photo d'elle au dos de laquelle est écrit « Thierry m’a tuée ». Lors de l'enterrement de Karen Leyne au cimetière de Pantin, des vigiles recrutés par la famille de Karen Leyne empêchent Thierry Leyne d'assister aux obsèques de son épouse en le bloquant à l'intérieur de sa voiture. Il devient par la suite le compagnon de la communicante Nathalie Biderman qui lui présente Dominique Strauss-Kahn.
Faisant partie des grands donateurs de l’Union pour un mouvement populaire (UMP) dans les années 2000, il est un grand admirateur de Warren Buffett.